# Obzor
Obzor (bulgare : Обзор) est une ville située dans l'est de la Bulgarie. Elle est surtout connue comme une station balnéaire au bord de la mer Noire.

## Géographie
Obzor est située dans l'est de la Bulgarie, à 410 km à l'est de la capitale Sofia et à 71 km au nord-est de la ville de Bourgas. Elle fait partie de la commune de Nessebar.

## Histoire
Le nom thrace d'Obzor est Navlohos. Les Romains antiques l'ont appelé Templum Iovis (temple de Jupiter).

## Administration
La ville d'Obzor est jumelée avec  Sermersheim (France) depuis 2003. Chaque année des voyages sont organisés entre les deux communes.

## Galerie

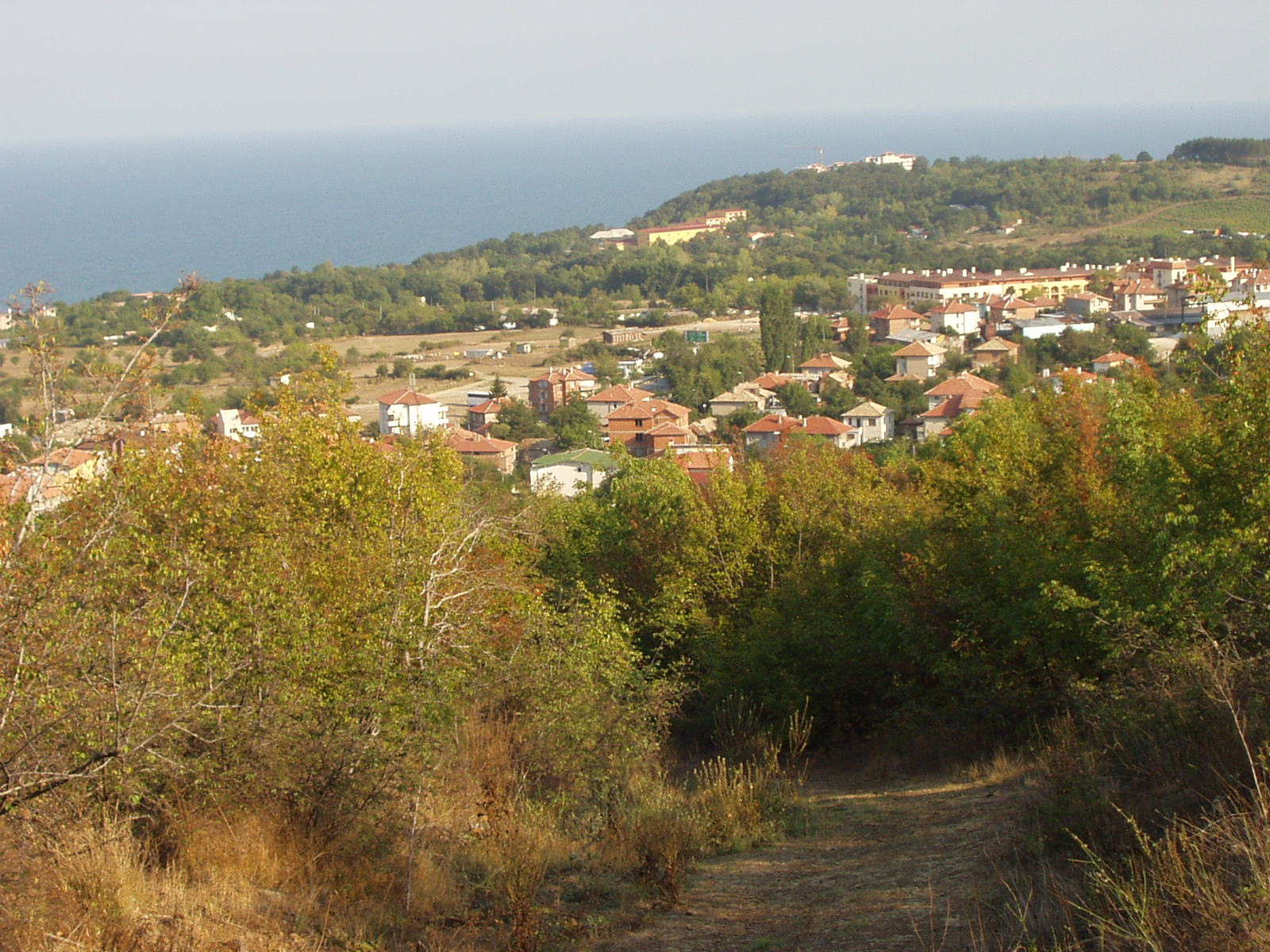
Vue panoramique prise du nord-ouest vers le sud-est
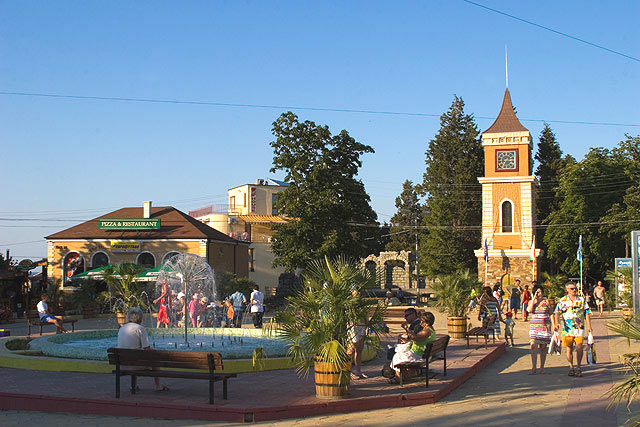
Place de la liberté
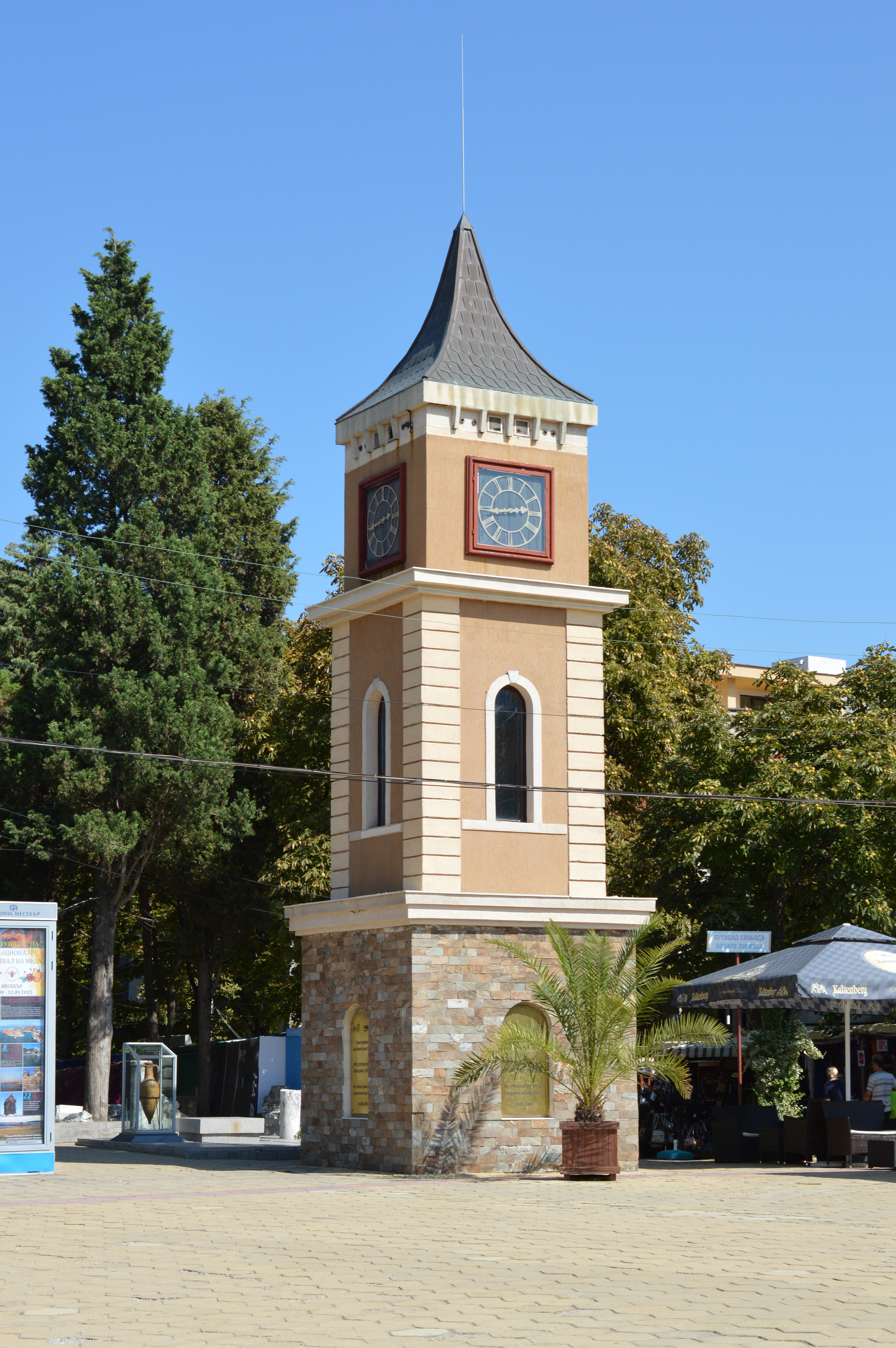
La tour de l'horloge
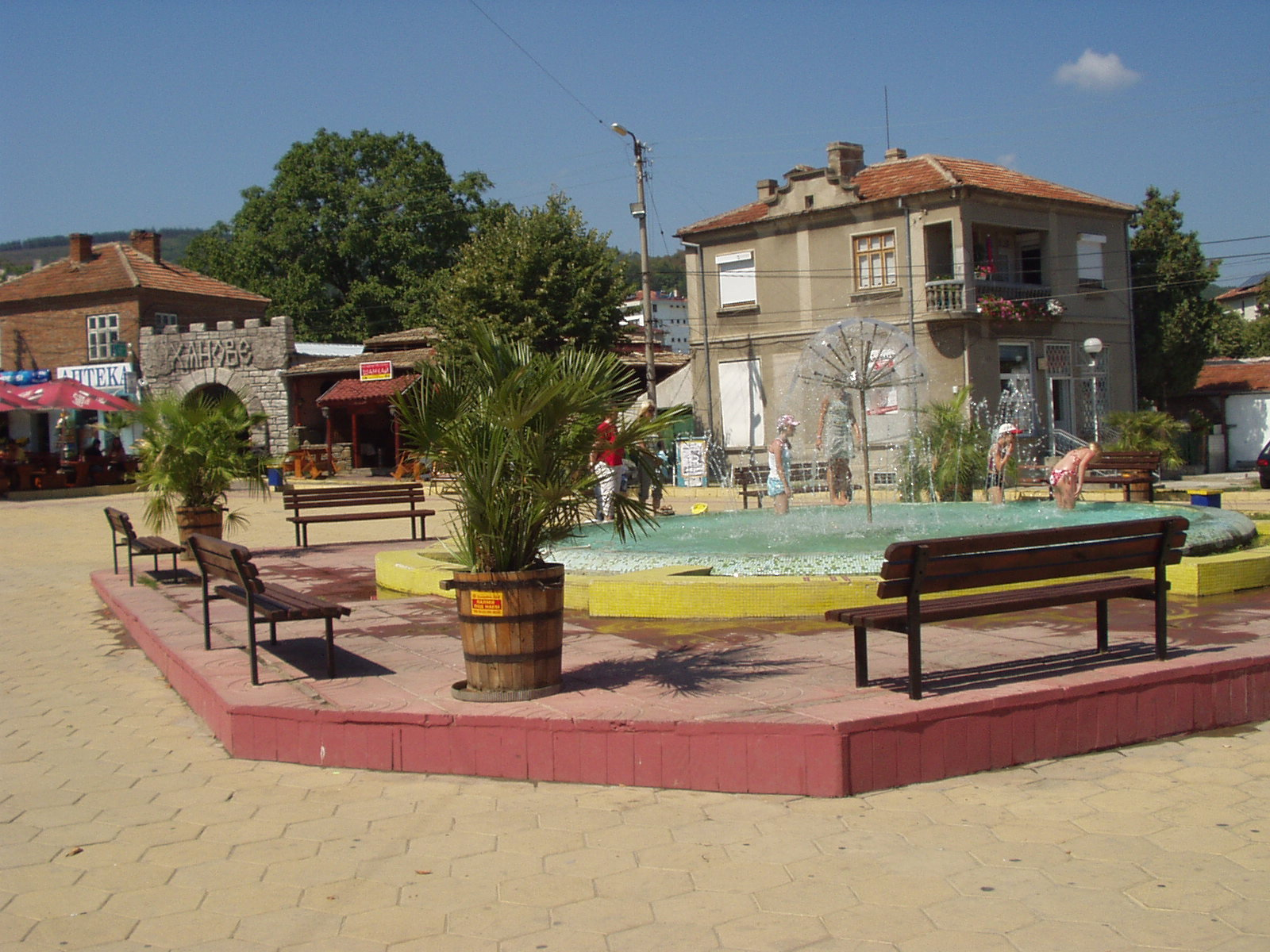
La fontaine
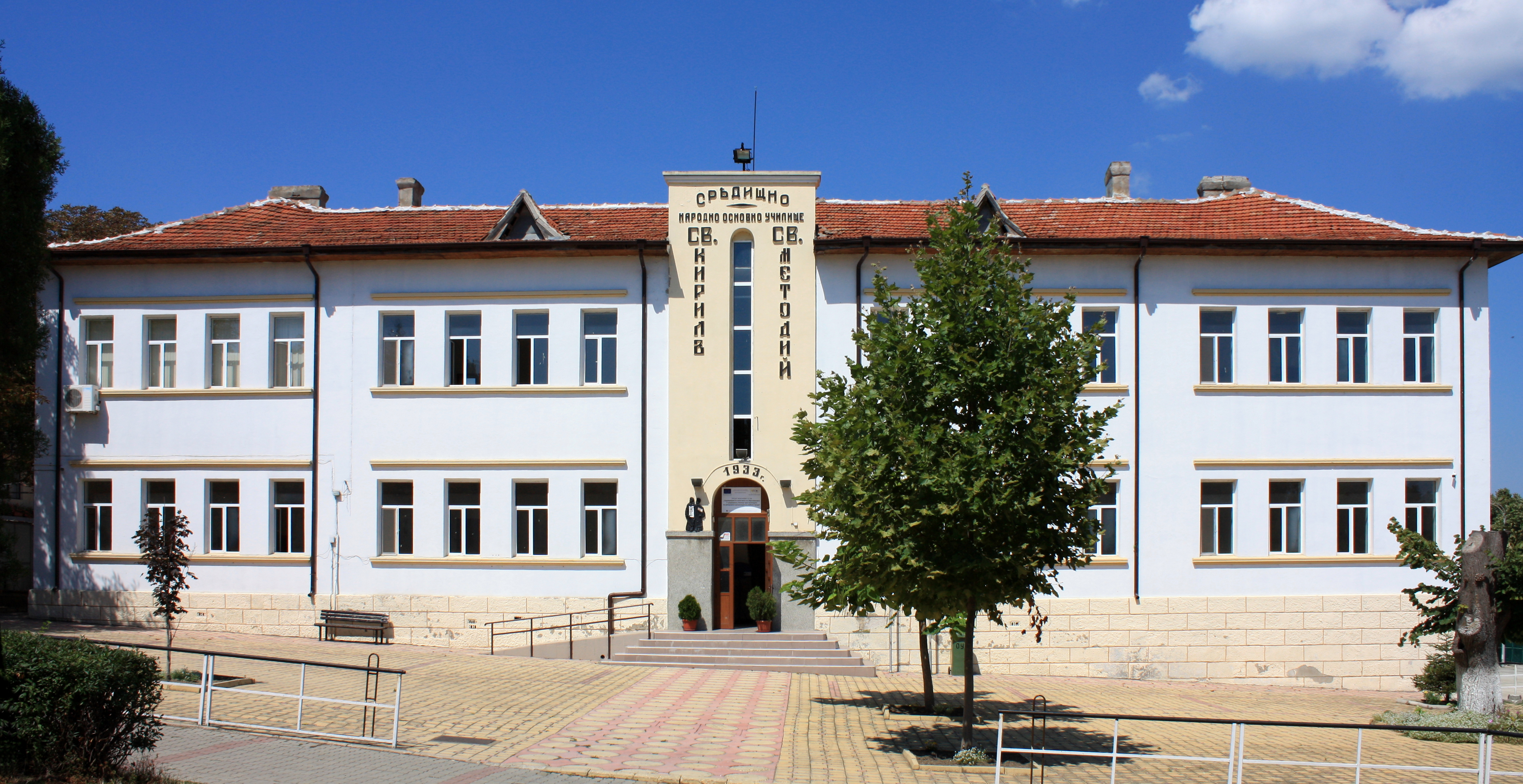
L'école primaire
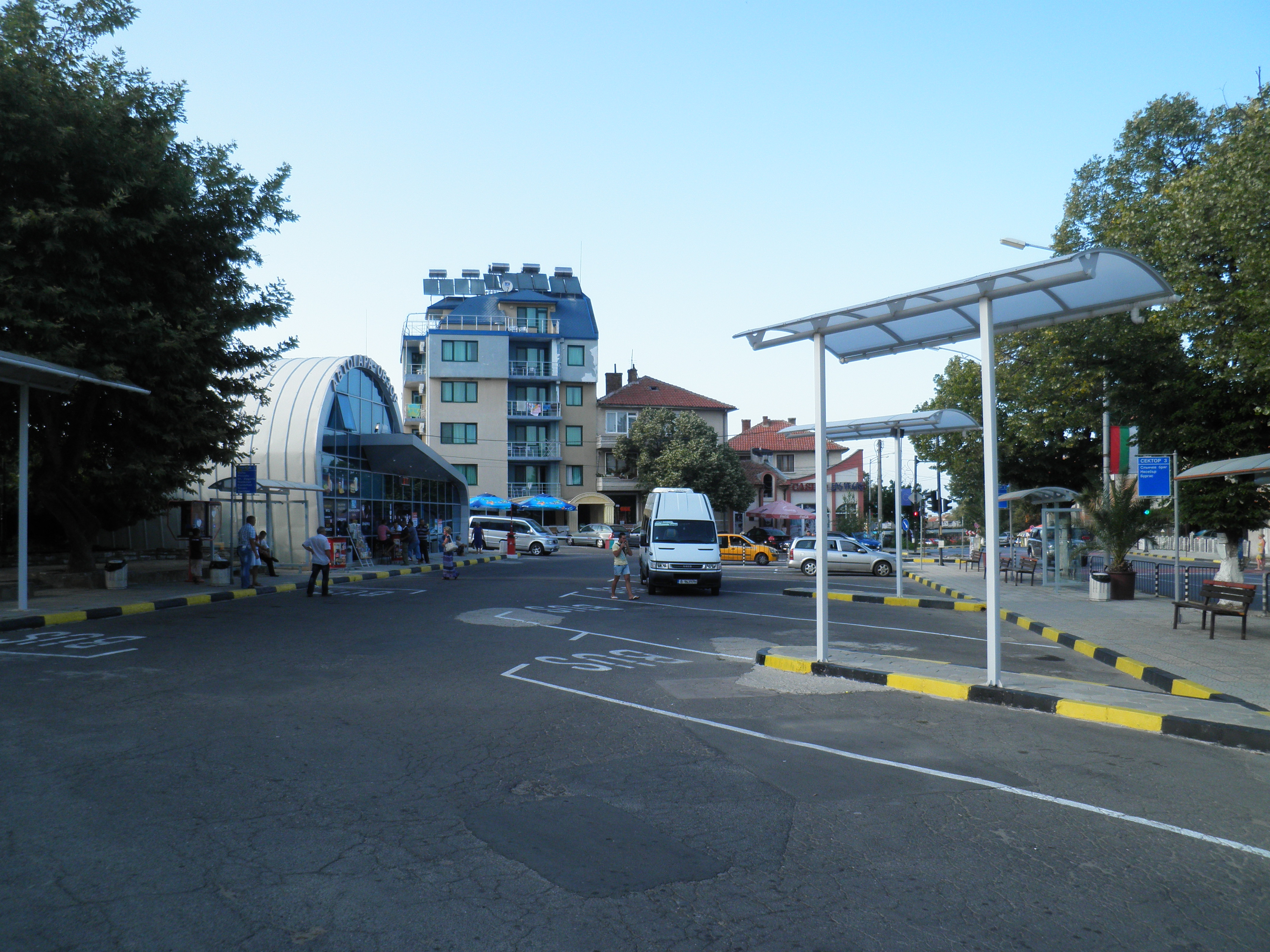
La gare routière
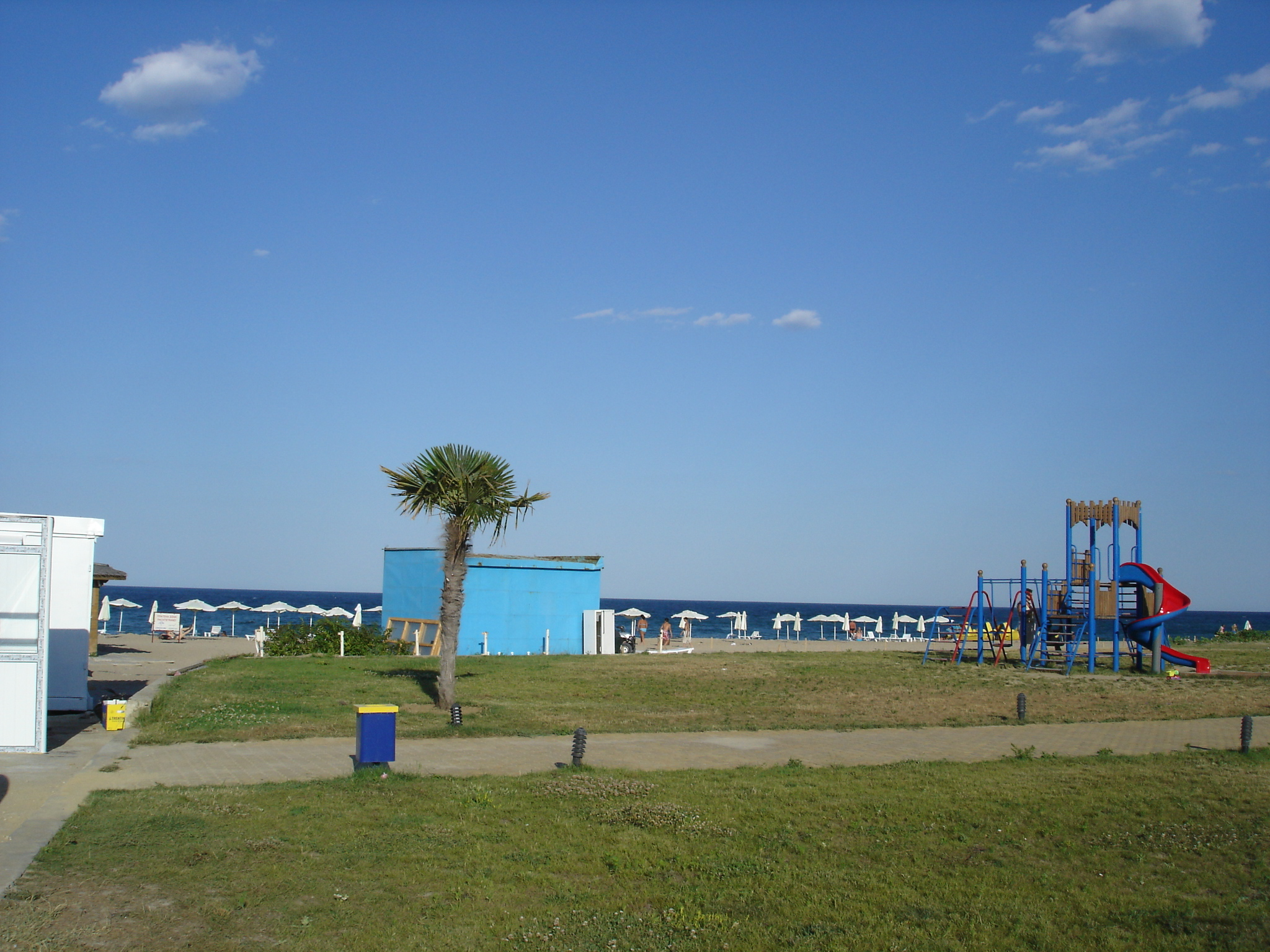
Les espaces verts le long des plages
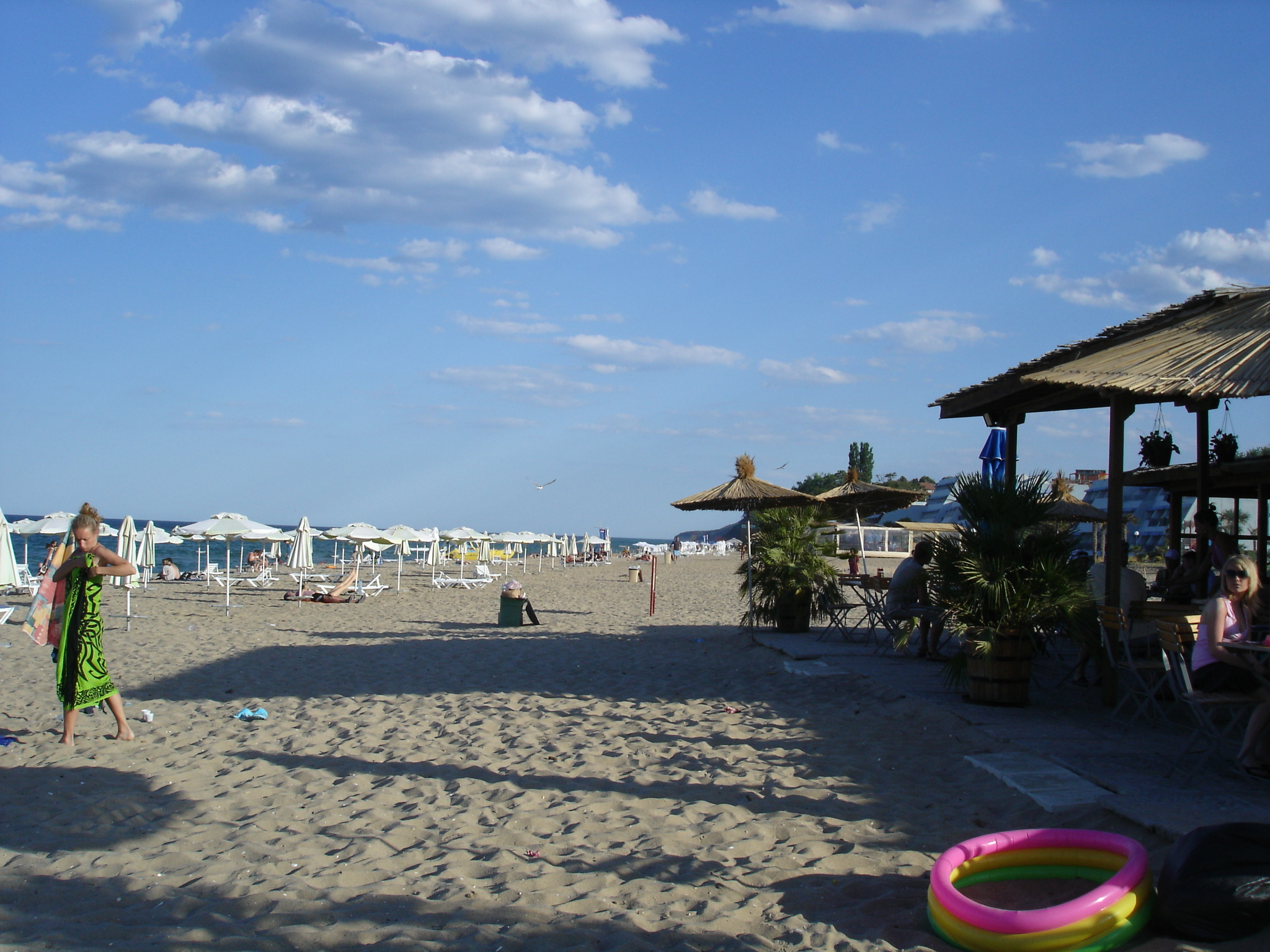
Plage à Obzor